# Hoa thu Ley
Hoa thu Ley (danh pháp khoa học: Sorbus leyana, tiếng Anh thường gọi là Ley's Whitebeam) là một loài thực vật thuộc họ Rosaceae. Đây là loài đặc hữu của Vương quốc Anh (Merthyr Tydfil in Brecon, Wales). Chúng hiện đang bị đe dọa mất môi trường sống. Chúng chỉ có thể mọc hoang ở sườn đồi trong vùng Brecon Beacons, xứ Wales. Có khoảng 16 cá thể còn lại trong tự nhiên. Hạt của chúng đã được Royal Botanic Gardens, Kew thu thập.